# 特殊関数
特殊関数（とくしゅかんすう、英: special functions）は、何らかの名前や記法が定着している関数であり、解析学、関数解析学、可積分系、物理学、その他の応用分野でよく使われる関数であることが多い。
何が特殊関数であるかのはっきりした定義は存在しないが、しばしば特殊関数として扱われるものには、ガンマ関数、ベータ関数、エアリー関数、ベッセル関数、ゼータ関数、楕円関数、ルジャンドル関数、誤差関数、超幾何関数

、直交多項式 (ラゲール多項式、エルミート多項式が有名) などがある。一般には初等関数の対義語ではなく、ある関数が初等関数であって同時に特殊関数とされる場合もある。

## 特殊関数の一覧
特殊関数の多くは、微分方程式の解 (つまり可積分系の厳密解) や初等関数の積分 (誤差関数や楕円積分など) として現れる。したがって、積分法の一覧には特殊関数の記述がよく見られ、特殊関数の一覧には最も重要な積分、すなわちその特殊関数の積分形式の表現が含まれていることが多い。
MATLAB、Maple、Mathematicaなどの科学技術計算・数値解析のための言語は、多くの特殊関数を認識する。ただし、そのようなシステムが常に効率的なアルゴリズムで計算（評価）するとは限らない（特に複素平面の場合）。

## 特殊関数の記法
多くの場合、特殊関数には標準的記法があり、関数の名前、添え字（もしあれば）、括弧開き、引数列（コンマで区切る）、括弧閉じの順に記述する。このような記法を使うことで解釈が容易になり、曖昧さを排除できる。国際的に記法が確立している関数としては、sin、cos、exp、erf、erfc などがある。
場合によっては1つの特殊関数が複数の名前を持つこともある。自然対数には Log、log、ln などの記法があり、文脈によって使い分けられる。例えば正接関数は Tan、tan、tg（ロシア語の書籍に多い、例えばロシア語版wikipediaにある三角関数の記事を参照）などの記法がある。逆正接関数は atan、arctg、tan−1 などの記法がある。ベッセル関数は Jn(x) と記されることが多いが、besselj(n,x) や BesselJ[n,x] も同じ関数を意味している。
引数を示すのに添え字がよく使われる（整数が多い。例えば直交多項式、ベッセル関数など）。まれにセミコロン (;) やバックスラッシュ (\) を分離文字として使うこともある。このような場合、論理的に解釈する際に曖昧さが生じ、混乱することがある。
肩文字はべき乗を示すだけでなく、関数の修飾を意味することがある。例えば、次のような例がある。
- cos3(x) は (cos(x))3 を意味する。
- cos2(x) は (cos(x))2 を意味するのが普通で、cos(cos(x)) と解釈することは滅多にない。
- cos−1(x) は arccos(x) を意味するのが普通で、(cos(x))−1 という意味ではない。この例は上の2つの例とは異なるため、ここで混乱することが多い。

## 特殊関数の値の評価
特殊関数は変数が複素数である関数と見なせることが多い。それらは解析的であり、特異点とカットで記述される。微分形式や積分形式が知られており、テイラー級数や漸近展開を持つ。さらに、他の特殊関数との関係が知られている場合には、より簡単な関数の組み合わせで表現できる場合がある。関数値の評価にはこれらの様々な表現を使う。最も単純な方法は、テイラー級数による級数展開を打ち切ったものを（展開の中心付近で）用いることであるが、展開された級数の収束が遅い場合がある。有理関数による近似式を使う場合もある。ある区間の中で多項式の値により関数値を近似する場合には打ち切られたテイラー展開を使うよりも最良近似理論に基づく近似式や打ち切られたチェビシェフ多項式展開を用いる方が良い。また有理関数近似についても最良有理近似式が使われることがある。

## 主な研究者

### 日本
- 三町勝久

### 海外
- ヴォルフガンク・ハーン
- ミザン・ラーマン[28]
- ワリード・アルサラム
- ムーラッド・イスマイル[14][17][29]

#### アメリカ合衆国
- ジョージ・ギャスパー[28] (アスキー＝ギャスパー不等式で知られる)
- リチャード・アスキー[16][30][31][32] (アスキースキーム、アスキー＝ギャスパー不等式で知られる)
- ジョージ・アンドリューズ[30]

#### イギリス
- ハロルド・エクストン[11][12][13]
- ルーシー・ジョアン・スレーター
- フランク・オルバー[26]
- エドマンド・テイラー・ホイッテーカー
- ジョージ・ネビル・ワトソン

### 和書
以下のリストは不完全なものである。これら以外にも楕円関数、超幾何関数、ベッセル関数、ゼータ関数など主に個別の特殊関数だけを扱って書かれた本も多数ある。
- 犬井鉄郎：「特殊函数」、岩波書店 (1962年7月30日)。
- 石津武彦:「特殊関数論」、朝倉書店（応用数学力学講座4）(1963年)。
- 奥井重彦：「電子通信工学のための 特殊関数とその応用」、森北出版、ISBN 4-627-07460-3 (1997年7月10日)。
- 小野寺嘉孝：「物理のための応用数学」、裳華房 、ISBN 978-4-78532031-7 (1988年3月10日)。
- 寺沢寛一：「自然科学者のための数学概論」(増訂版)、岩波書店、ISBN 978-4-00-005480-5 (1983年5月18日)。
- 森口・宇田川・一松：「数学公式 III 特殊関数」、岩波書店。
- 金子尚武、松本道男：「特殊関数」、培風館、ISBN 978-4-56300443-9（1984年5月）。
- H. ホックシタット：「特殊関数：その理・工学への応用」、培風館（1974年6月)。
- 藪下信:「特殊関数とその応用」、森北出版、ISBN 978-4-627-00400-9（1975年12月1日）。
- 戸田盛和：「特殊関数」、朝倉書店、ISBN 978-4-25411356-3（1981年12月）。
- A.П. Прудников、О.И. Маричев、Ю.А. Брычков：「新数学公式集 II 特殊関数」、丸善、ISBN 978-462103682-2（1992年3月）。
- 小松勇作：「特殊函数」（復刊）、朝倉書店（近代数学講座5）、ISBN 978-4-254-11655-7（2004年3月15日）。初版は1967年9月15日。
- 時弘哲治、「工学における特殊関数」、共立出版、ISBN 978-4-320-01612-5 (2006年6月25日)。
- 蓬田清：「演習形式で学ぶ特殊関数・積分変換入門」、共立出版、ISBN 978-4-320-01829-7（2007年1月）。
- 木村弘信：「超幾何関数入門：特殊関数への統一的視点からのアプローチ」、サイエンス社（2007年5月25日）。
- 一松信：「特殊関数入門」、森北出版、ISBN 978-4-62703829-5 (2008年4月30日)。
- ジョージ ブラウン アルフケン、ハンス J. ウェーバー：「基礎物理数学　第４版Vol.3 特殊関数」、講談社、ISBN 978-4-06153979-2（2001年）.
- 伏見康治、赤井逸：「復刊 直交関数系」、共立出版、ISBN 978-4-320-03478-5（2011年6月10日）。
- 半揚稔雄：「つかえる特殊関数入門」、日本評論社、ISBN 978-4-535-78850-3 (2018年9月)。
- 数学セミナー編集部(編) :「特殊関数探訪：三角関数からはじめる不思議な世界」、日本評論社、ISBN 978-4-535-79019-3（2024年9月）.

#### 解説記事
- 大島利雄, 廣惠一希『特殊関数と代数的線型常微分方程式』（PDF）Graduate School of Mathematical Sciences, the University of Tokyo〈東京大学数理科学レクチャーノート〉、2011年。CRID 1130282271719302400。
  - 大島利雄『特殊関数と代数的線型常微分方程式,東京大学数理科学レクチャーノート11』東京大学数理科学研究科、2011年。CRID 1020282257006758273。
- 岩崎克則「特殊関数の問題 : パンルヴェ性をめぐって (複素幾何学の諸問題)」『数理解析研究所講究録』第1731巻、京都大学数理解析研究所、2011年3月、1-13頁、CRID 1050001335761901440、hdl:2433/170583、ISSN 1880-2818。
- 木村弘信「一変数特殊関数再訪(超幾何函数の総合的理解)」『数理解析研究所講究録』第919巻、京都大学数理解析研究所、1995年8月、1-11頁、CRID 1050282677086252032、hdl:2433/59695、ISSN 1880-2818。

### 洋書
- Abramowitz and Stegun: Handbook of Mathematical Functions with Formulas, Graphs, and Mathematical Tables
- NIST Digital Library of Mathematical Functions
- Bateman Manuscript Project
- Askey–Bateman project
- Andrews, George E.; Askey, Richard; Roy, Ranjan (1999), Special functions, Encyclopedia of Mathematics and its Applications, 71, en:Cambridge University Press, MR1688958
- Iwasaki, K., Kimura, H., Shimemura, S., & Yoshida, M. (2013): From Gauss to Painlevé: a modern theory of special functions, en:Springer Science & Business Media.
- Olver, F. (1997): Asymptotics and special functions, AK Peters/CRC Press.
- Mathai, A. M., & Haubold, H. J. (2008): Special functions for applied scientists, New York: Springer.
- Encyclopedia of Special Functions: The Askey-Bateman Project, 3 volume set, Cambridge University Press.
  - Vol.  I: Orthogonal Polynomials (volume editor Mourad Ismail), published September 2020.
  - Vol. II: Multivariable Special Functions (volume editors Tom H. Koornwinder and Jasper V. Stokman), published October 2020.
  - Vol.III: Hypergeometric and Basic Hypergeometric Functions (volume editor Mourad Ismail)", in preparation.
- N. N. Levedev (Translated & Edited by Richard A. Sliverman): Special Functions & Their Applications, Dover, ISBN 978-0-486-60624-8 (1972).# Originally, from Prentice-Hall Inc.(1965).
- Yury A. Brychkov: Handbook of Special Functions: Derivatives, Integrals, Series and Other Formulas, CRC Press, ISBN 978-1-58488-956-4 (2008).
- W. W. Bell: Special Functions: for Scientists and Engineers, Dover, ISBN 978-0-486-43521-3 (2004).
- Josef Saurer: Bases of Special Functions and Their Domain of Convergence, Akademie Verlag, Berlin, ISBN 3-05-501613-0 (1993).

#### 特殊関数と数理物理
- Nikiforov, A. F., & Uvarov, V. B. (1988): Special Functions of Mathematical Physics, Basel: Birkhäuser.
- Magnus, W., Oberhettinger, F., & Soni, R. P. (2013): Formulas and Theorems for the Special Functions of Mathematical Physics, en:Springer Science & Business Media.
- Nico M. Temme: Special Functions: An Introduction to the Classical Functions of Mathematical Physics, Wiley-Interscience, ISBN 978-0-471-11313-3 (1996).

#### 特殊関数と表現論
- Miller, W. (1968): Lie Theory and Special Functions, en:Academic Press.
- Vilenkin, N. Ja (1978): Special Functions and the Theory of Group Representations. American Mathematical Society.
- Vilenkin, N. Ja & Klimyk, A. U. (1991): Representation of Lie Groups and Special Functions: Volume 1: Simplest Lie Groups, Special Functions and Integral Transforms, en:Springer Science & Business Media.
- Vilenkin, N. Ja & Klimyk, A. U. (1993): Representation of Lie Groups and Special Functions: Volume 2: Class I Representations, Special Functions, and Integral Transforms,en:Springer Science & Business Media.
- Vilenkin, N. Ja & Klimyk, A. U. (1992): Representation of Lie Groups and Special Functions: Volume 3: Classical and Quantum Groups and Special Functions, en:Springer Science & Business Media.
- Vilenkin, N. Ja & Klimyk, A. U. (1995): Representation of Lie Groups and Special Functions: Recent Advances, en:Springer Science & Business Media.

#### 関数値の数値計算法の文献
- Shanjie Zhang and Jian-Ming Jin: Computation of Special Functions, Wiley-Interscience, ISBN 978-0-471-11963-0 (1996).
- William J. Thompson: Atlas for Computing Mathematical Functions: An Illustrated Guide for Practitioners; With Programs in C and Mathematica, Wiley-Interscience, ISBN 978-0-471-00260-4 (March, 1997).
- William J. Thompson: Atlas for Computing Mathematical Functions: An Illustrated Guide for Practitioners; With Programs in Fortran 90 and Mathematica, Wiley-Interscience, ISBN 978-0-471-18171-2 (June, 1997).
- Amparo Gil, Javier Segura and Nico M. Temme: Numerical Methods for Special Functions, SIAM, ISBN 978-0-898716-34-4 (2007).
- D. W. Lozier and F. W. J. Olver: Numerical Evaluation of Special Functions (NIST, Web page)